# Liste der Fornminnen in Viksjö

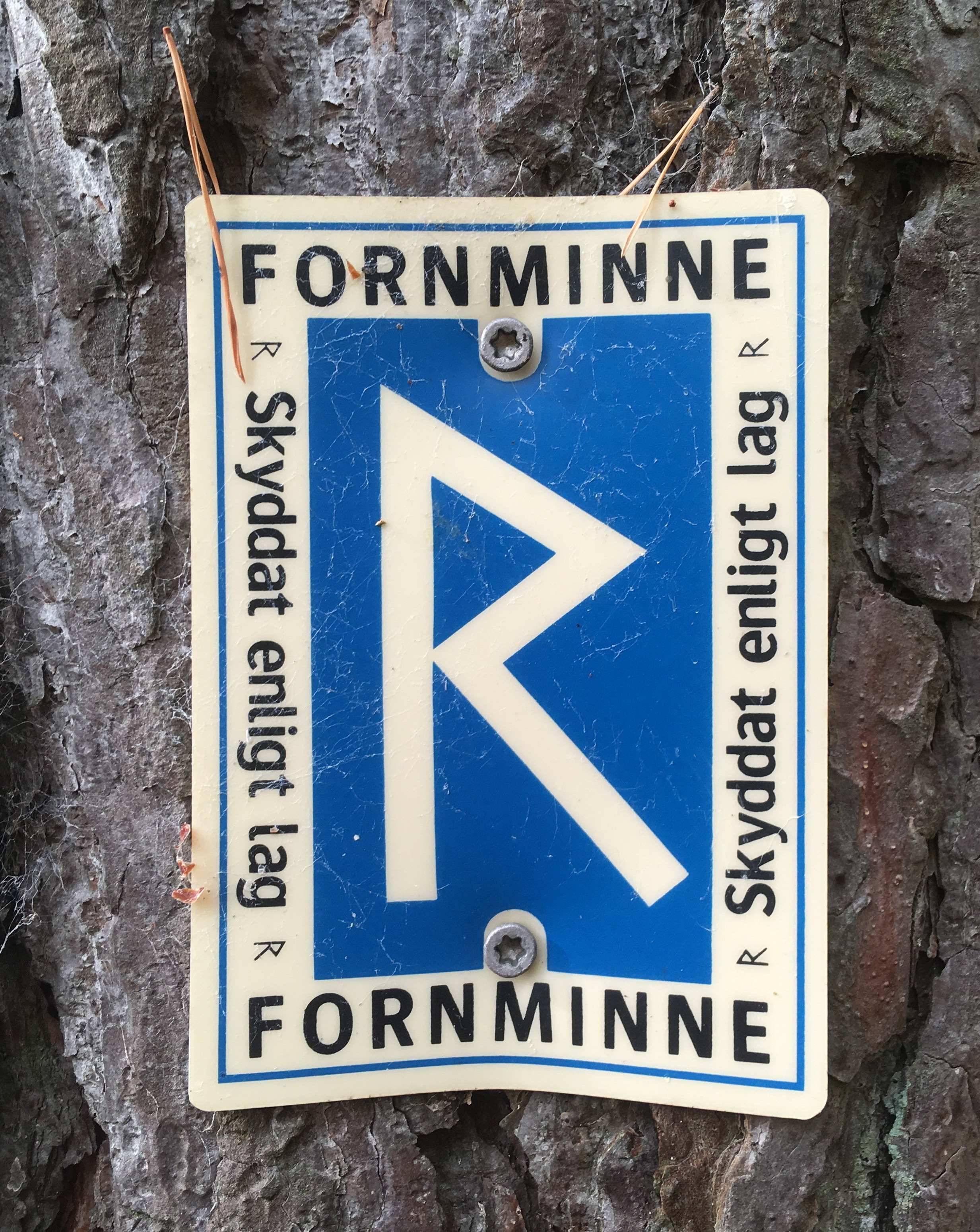
Zeichen für „Fornminnen“ in Schweden

Diese Liste der Fornminnen in Viksjö zeigt die „Alten/antiken Denkmale“ (schwedisch fornminnen) im ehemaligen Socken Viksjö in der heutigen Gemeinde Härnösand der schwedischen Provinz Västernorrlands län, sie ist eine Teilliste der „Liste der Fornminnen in Västernorrland“. Die Aufteilung basiert auf der historischen Zuordnung der Gebiete in Socken (siehe auch) und der Einteilung des Zentralamts für Denkmalpflege Riksantikvarieämbetet (RAÄ). Es werden die Fornminnen aufgeführt, die auf dem Suchdienst „Fornsök“ registriert sind, welcher weitere Informationen zu den bekannten kulturhistorischen Überresten in Schweden enthält.

## Begriffserklärung
Fornminnen (schwedisch für alte/antike Denkmale oder archäologische Funde) sind in Schweden alte Objekte und archäologische Funde (Fornlämningar), welche die Überreste menschlicher Aktivitäten in der Vergangenheit bezeichnen, die durch frühere Nutzung entstanden sind und dauerhaft aufgegeben wurden. Dabei gilt für Fornminnen, die vor 1850 entstanden sind, dass sie automatisch durch das Gesetz geschützt sind. Aber auch jüngere Überreste können zu Bodendenkmalen erklärt werden, wenn sie sich an ihrem ursprünglichen Standort befinden und weitgehend erdgebunden sind. Als Fornminnen zählen u. a. Siedlungen und Siedlungsreste aus prähistorischer Zeit, Gräber und Grabstätten, Burgruinen, Ruinen von Klöstern, Kirchen und Schlössern, Steine und Felsen mit Inschriften und Bildern (z. B. Runensteine und Petroglyphen), insofern sie nicht schon als Einzeldenkmal unter Byggnadsminnen (schwedisch für Baudenkmale) oder kyrkliga Kulturminnen (schwedisch für kirchliches Kulturgut) ausgewiesen sind.

## Legende
| ID           | = | ID.Nr. des Denkmalregisters (Fornsök) im schwedische Amt für nationales Kulturerbe (Riksantikvarieämbetet (RAÄ)) |
| Lage         | = | Koordinatenangabe des Standorts                                                                                  |
| Bezeichnung  | = | Bezeichnung des Denkmalobjekts (auch RAÄ-Nr.)                                                                    |
| Beschreibung | = | Name (Denkmaltyp/Dokumentenverweis im Arkivsök) sowie eine kurze Beschreibung des Objekts                        |
| Bild         | = | Bild des Objekts sowie Verweis auf weitere Bilder                                                                |

## Liste Fornminnen Viksjö
| ID             | Lage    | Bezeichnung (RAÄ-Nr.) | Beschreibung | Bild           |
| -------------- | ------- | --------------------- | --- | -------------- |
| 10251000130001 | (Karte) | Viksjö 13:1           | Viksjö 13:1 (Friedhof / L1935:8530) Ist ein ehemaliger (ca. 50 x 40 m) Friedhof in der Ortschaft Västanå, etwa 4 km südlich von Viksjö. Er war im 18./19. Jahrhundert der Begräbnisort der Hüttenarbeiter von „Västanå“, der Eisenhütte am Wasserfall „Västanåfallet“; vom Friedhof sind heute nur noch Fundamentreste einer ehemaligen Kapelle erhalten, Skelettreste wurden bereits bei Untersuchungen 1935–1940 geborgen. | Weitere Bilder |
| 10251000140001 | (Karte) | Viksjö 14:1           | Viksjö 14:1 (Hammerschmiede der ehemaligen Eisenhütte Västanå / L1935:6003) historische Überreste der ehemaligen Hammerschmiede 1 der Eisenhütte Västanå aus dem 18./19. Jahrhundert nahe der kleinen Ortschaft „Västanå“ etwa 4 km südlich Viksjö nahe dem Wasserfall „Västanåfallet“ im Naturschutzgebiet „Västanåfallets Naturreservat“. Das Areal von etwa 100 x 50 m befindet sich am Bachlauf des Eksjöån nördlich des Wasserfalls und besteht neben 2 Schmiedehammergebäuden, einem Kohlelager und einer Schlackehalde noch aus Gebäuderesten einer ehemaligen Getreidemühle, einer Dreschmühle und eine Wassersäge. Die Eisenhütte wurde um 1744 gegründet und wurde bis etwa 1867 betrieben, zur Blütezeit um 1805 waren über 200 Beschäftigte verzeichnet. Das erhalten gebliebene Herrenhaus von 1792 und die tw. restaurierten Gebäude sind heute Teil des Naturschutzgebiets um den Wasserfall. | Weitere Bilder |
| 10251000150001 | (Karte) | Viksjö 15:1           | Viksjö 15:1 (Hammerschmiede / L1935:5713) historische Überreste der ehemaligen Hammerschmiede 2 der Eisenhütte Västanå aus dem 18./19. Jahrhundert nahe der kleinen Ortschaft „Västanå“ etwa 4 km südlich Viksjö, etwa 250 m südlich der Hammerschmiede 1 (siehe „Viksjö 14:1“) gelegen. Das Areal ist etwa 130 x 50 m groß und besteht aus Überresten von 3 Hausfundamenten, einer Hammerschmiede und einem Schlackehammer, welcher Bestandteil der ehemaligen Eisenhütte war. Zwar liegt das Areal und die tw. restaurierten Gebäude etwas südlich vom Naturschutzgebiet „Västanåfallets Naturreservat“, diese können aber über den Sommer zusammen mit dem Wasserfall besichtigt werden. | Weitere Bilder |
| 10251000620001 | (Karte) | Viksjö 62:1           | Viksjö 62:1 (Alm / L1935:9757) Reste eines ehemals bewirtschafteten Berghofs (ca. 50 x 50 m), etwa 5 km nordöstlich von Viksjö im Hügelland gelegen. | Weitere Bilder |
| 10251000800001 | (Karte) | Viksjö 80:1           | Viksjö 80:1 (Alm / L1935:5828) Reste eines ehemals bewirtschafteten Berghofs (ca. 100 x 60 m) mit 3 nachgewiesenen Hausfundamenten, etwa 7 km nördlich von Viksjö am Nordostufer des Sees Abborrsjön gelegen. | Weitere Bilder |
| 10251000810001 | (Karte) | Viksjö 81:1           | Viksjö 81:1 (Alm / L1935:5710) Reste eines ehemaligen Bergbauernhofes (auch als schwedisch „Nordansjöbodarna“ bezeichnet), bestehend aus 4 Hausfundamenten und Mauerresten auf einem Areal von etwa 200 x 100 m. Das Gebiet befindet sich ca. 6,3 km nördlich Viksjö und 1 km östlich des Sees Abborrsjön. | Weitere Bilder |